# François de La Rocque
François de La Rocque (Lorient, 6 de octubre de 1885-París, 28 de abril de 1946) fue un militar y político francés, que fue líder de la Croix de Feu y del Partido Social Francés.

## Biografía
Nació en Lorient, departamento de Morbihan, el 6 de octubre de 1885.
Se graduó como militar en Saint-Cyr y a partir de 1913 sirvió en la guerra Marruecos; también sirvió en Polonia (1921-1923) y de nuevo en Marruecos en la guerra del Rif (1925-1926), retirándose poco después. En 1930 fue nombrado vicepresidente de la Croix de Feu —que había sido fundada en 1927—, y con su llegada a la presidencia en el año 1931 la organización aumentó su importancia en la política francesa. Llegó a manifestar su voluntad de amenazar con la violencia política en 1933, aunque en 1934 se mostró inicialmente reticente a involucrar a la Croix de Feu en los disturbios del 6 de febrero. El 12 de julio de 1936 fundó el Partido Social Francés, como sustituto de la Croix de Feu.

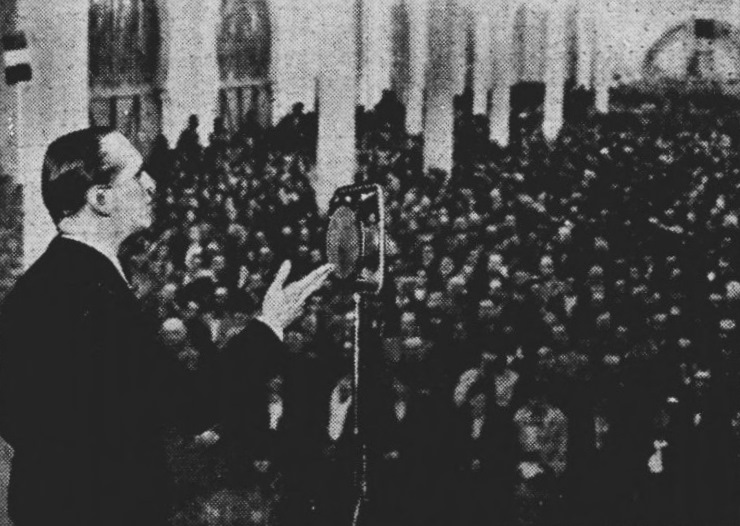
Discurso de La Rocque en 1936

La Rocque, que era «profundamente» católico, valoró positivamente el éxito electoral del fascismo y el nazismo pero rechazó la identificación con este último, que vinculó a un Pan-germanismo extremo. La Rocque, que odiaba la masonería y el comunismo, se mostró crítico con el capitalismo, al que en 1934 tachó de «irresponsable» y «parasitario», y rechazó el antisemitismo y la xenofobia. Proponía un estado parcialmente corporativo con una limitación del poder parlamentario y un refuerzo del ejecutivo y mostraba preferencia por el sufragio indirecto. A pesar de un cierto consenso de considerar a La Rocque demasiado «moderado» políticamente para ser calificado de fascista, Robert Soucy le ha llegado a tachar de «fascista convencido».
La Rocque, que en un primer momento apoyó la instauración del régimen de Vichy, pasó sin embargo posteriormente a colaborar con Resistencia y fue detenido por los nazis el 9 de marzo de 1943.
Falleció en París el 28 de abril de 1946.